# Sighișoara
Sighișoara [sigiˈʃoara] (deutsch Schäßburg, siebenbürgisch-sächsisch Scheessprich, ungarisch Segesvár, lateinisch Saxoburgum) ist eine der bedeutenderen Städte im Kreis Mureș in der Region Siebenbürgen in Rumänien. Sie liegt an der Großen Kokel (rumänisch Târnava Mare). Ihr einzigartiges historisches Zentrum wurde 1999 zum UNESCO-Weltkulturerbe erklärt.

## Geschichte
Prähistorische Spuren finden sich an verschiedenen Stellen des Stadtgebietes. So sind Funde des Chalkolithikums und der Bronze- und Eisenzeit gemacht worden. In der Zeit des Römischen Reiches stand dann im frühen zweiten Jahrhundert das Kastell Sighișoara auf dem Gebiet der Stadt, in einer etwas außerhalb des modernen Siedlungsgebietes gelegenen Flur.
Schäßburg wurde in der zweiten Hälfte des 12. Jahrhunderts von deutschen Einwanderern, Siebenbürger Sachsen, gegründet. Im Jahre 1280 wurde es als „Castrum Sex“ das erste Mal urkundlich erwähnt. Später war auch „Saxoburgum“ gebräuchlich. 1298 wurde es als „Schespurch“ bzw. „Schaesbrich“ und 1337 mit dem ungarischen Namen „Seguzwar“ erwähnt. 1435 tauchte der aus dem Ungarischen entlehnte rumänische Name „Sigisoara“ erstmals schriftlich auf.
Ab etwa 1523 kamen evangelische Schriften von Martin Luther und Philipp Melanchthon in die Stadt. Um 1550 wurde die Reformation eingeführt, weil die Stände einander die Glaubensentscheidung freigestellt hatten.
Durch die Schlacht bei Segesvár am 31. Juli 1849 ging die Stadt in die Geschichte der revolutionären Auseinandersetzungen des 19. Jahrhunderts ein. In dieser Schlacht fiel der ungarische Dichter und Volksheld Sándor Petőfi. In der Zwischenkriegszeit erlangte Schäßburg als Verwaltungssitz des Județ Târnava Mare (Bezirk Groß-Kokel) vorübergehend wieder administrative Bedeutung.

## Politik
Bürgermeister von Sighișoara war von 2000 bis 2014 Ioan Dorin Dăneșan, Sohn des früheren kommunistischen Bürgermeisters Ioan Dăneșan, dem der willkürliche, in Bukarest geplante Abriss eines Teils der historischen Altstadt nach den Überschwemmungen von 1975 zur Last gelegt wird. Dem jetzigen Bürgermeister wird (unter anderem von der vor Ort ansässigen Bürgerinitiative „Sighișoara Durabilă“ – Nachhaltiges Schäßburg) vorgeworfen, zahlreiche illegale Bauvorhaben in der UNESCO-geschützten Altstadt von Sighișoara zu tolerieren und die Altstadt von der UNESCO-Welterbeliste streichen lassen zu wollen. 2012 wurde die Stadt zusammen mit der italienischen Gemeinde Corciano mit dem Europapreis für ihre herausragenden Bemühungen um die europäische Integration ausgezeichnet. Seit dem 27. September 2020 ist Ioan-Iulian Sîrbu Bürgermeister der Stadt.

## Bevölkerung

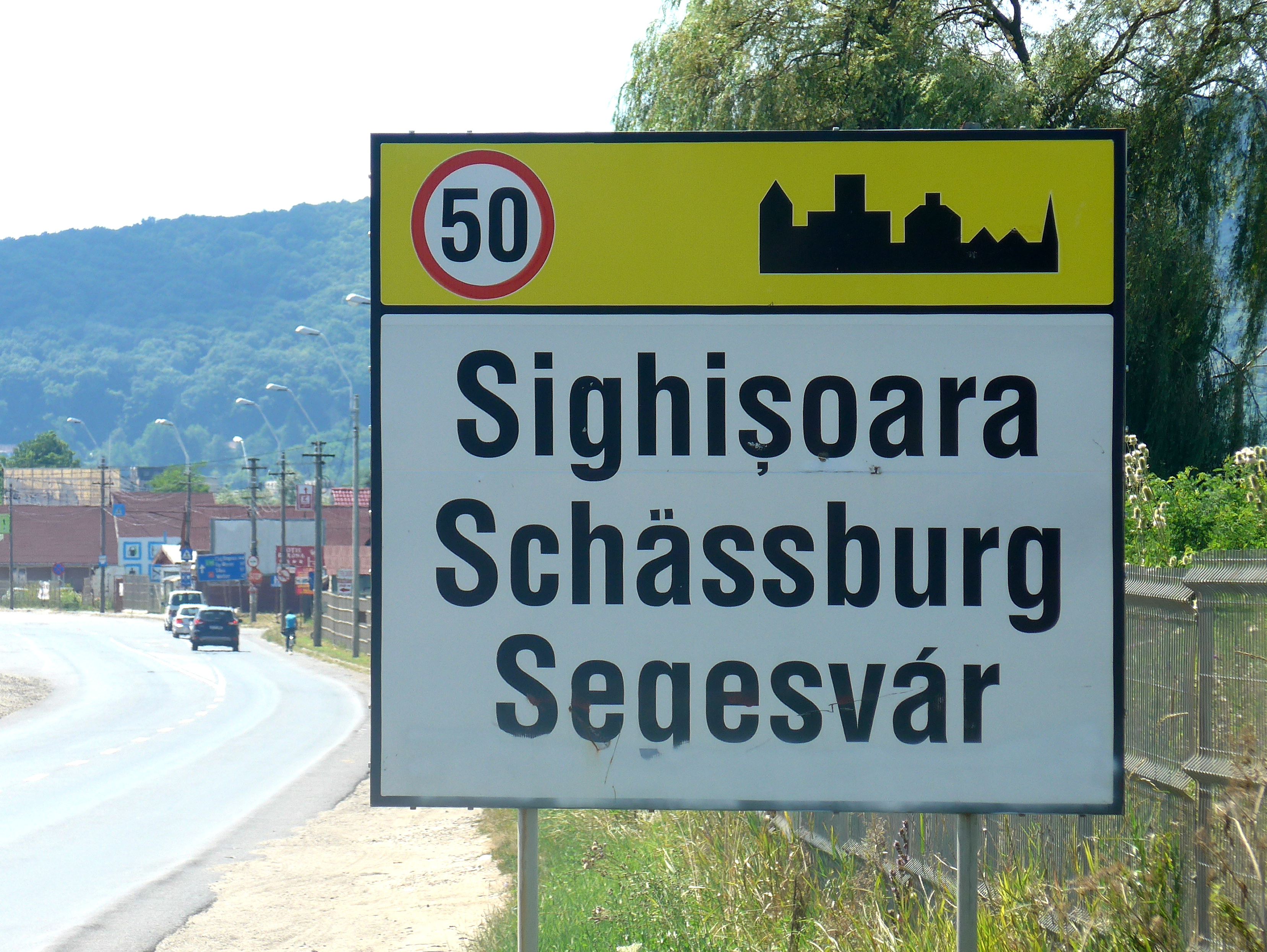
Amtliches dreisprachiges Ortseingangsschild mit der rumänischen, deutschen und ungarischen Stadtbezeichnung

Laut Angaben der Volkszählung von 2002 sind unter den 32.304 Einwohnern von Sighișoara 24.571 Rumänen (76,06 %), 5934 Ungarn (18,36 %), 1135 Roma (3,51 %), 623 Deutsche (1,92 %) und 48 Andere (0,15 %).
Die Stadt war seit ihrer Gründung jahrhundertelang überwiegend von Siebenbürger Sachsen bewohnt. Bis 1930 stellten sie noch die zahlenmäßig größte ethnische Bevölkerungsgruppe. Danach erlangten die Rumänen die Mehrheit. Trotz stetiger Auswanderung seit Mitte der 1970er Jahre lebten 1977 noch 5492 (17,7 %) Deutsche in der Stadt. Nach dem Fall des Kommunismus in Rumänien setzte eine massive Auswanderungswelle ein. Entsprechend der Statistik von 1992 gab es damals noch 1327 deutschstämmige Bewohner. Ihr Anteil sank in den 1990er Jahren weiter schnell und stetig, bis er mit etwa 1,9 % sogar hinter den der Roma zurückgefallen war. Am 27. März 2002 hatten nur noch 623 Deutschsprachige ihren Wohnsitz in Sighișoara.
Dennoch konnte die Stadt ihren multikulturellen Charakter beibehalten. Schäßburg ist offiziell mittlerweile wieder dreisprachig. Die Ortstafeln und die touristischen Informationen sind rumänisch, deutsch und ungarisch beschriftet. Es gibt Kindergärten, in denen Deutsch gesprochen wird, sowie eine Grundschule und ein Gymnasium (Bergschule Schäßburg), in denen Deutsch als Unterrichtssprache benutzt wird. Die Bergschule ermöglicht das deutschsprachige Abitur, das auch von deutschen Hochschulen anerkannt wird. Zudem gibt es in der Stadt mehrere evangelische Kirchen und ein reges Gemeindeleben.

## Religionen
Das Stadtbild von Sighișoara ist von einer großen Vielfalt an Sakralbauten geprägt. Nach offiziellen Statistiken gehörten im Jahr 2002 75,72 % der Einwohner der Rumänisch-Orthodoxen Kirche an; 8,28 % waren reformiert, 5,98 % römisch-katholisch, 3,74 % unitarisch, 1,07 % Pfingstler, 0,89 % evangelisch-lutherisch, 0,86 % griechisch-katholisch.
Eine jüdische Gemeinde gab es seit 1860 in der Stadt. Um 1900 umfasste sie circa 100 Mitglieder; zu dieser Zeit erbaute sie die heute noch bestehende Synagoge. Nach dem Zweiten Weltkrieg wuchs sie bis 1956 auf 217 Mitglieder an. Danach nahm sie durch Emigration immer mehr ab und heute leben keine Juden mehr in Sighișoara.

## Sehenswürdigkeiten

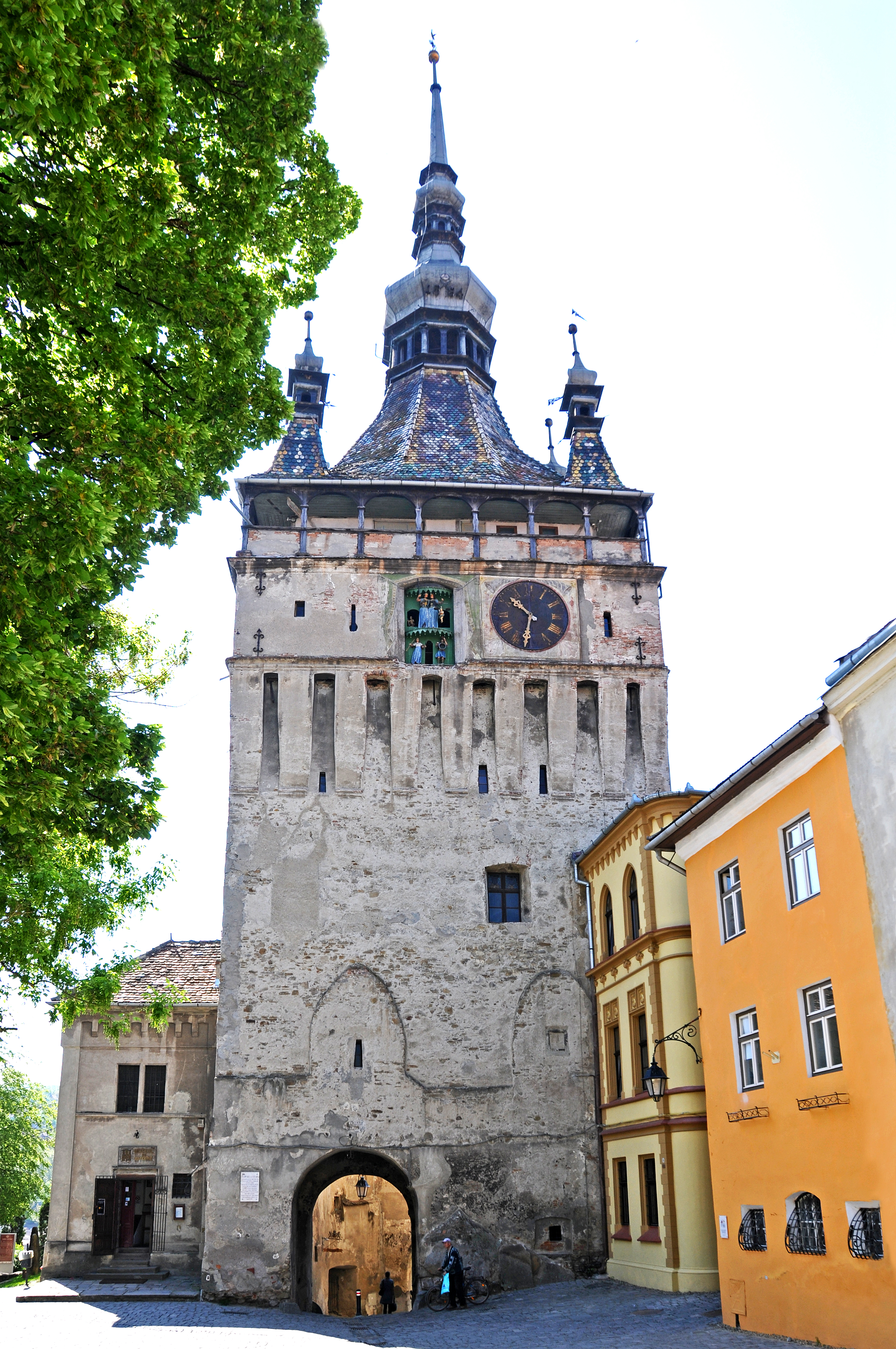
Stundturm, Wahrzeichen Schäßburgs

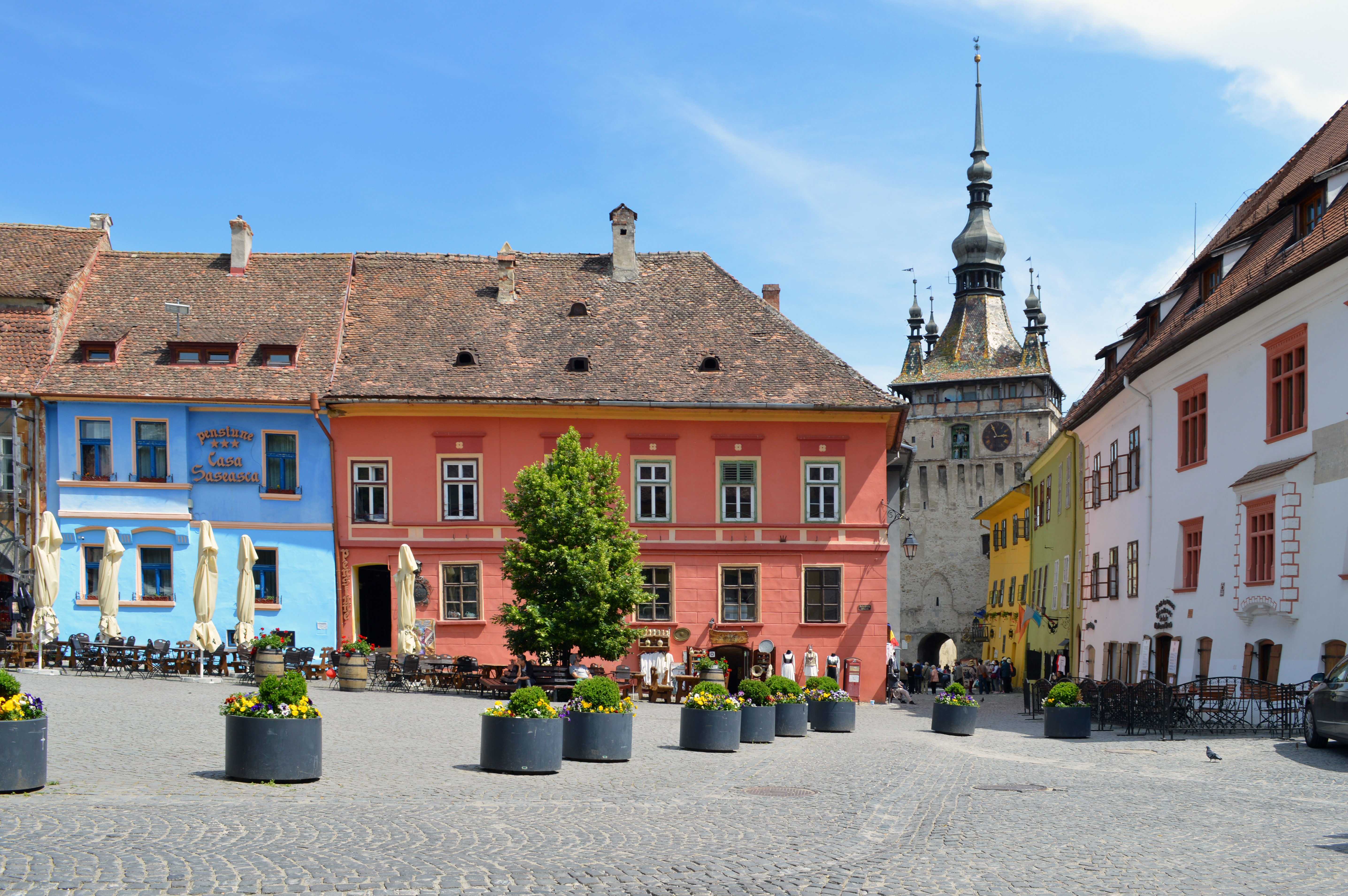
Burgplatz in der Altstadt

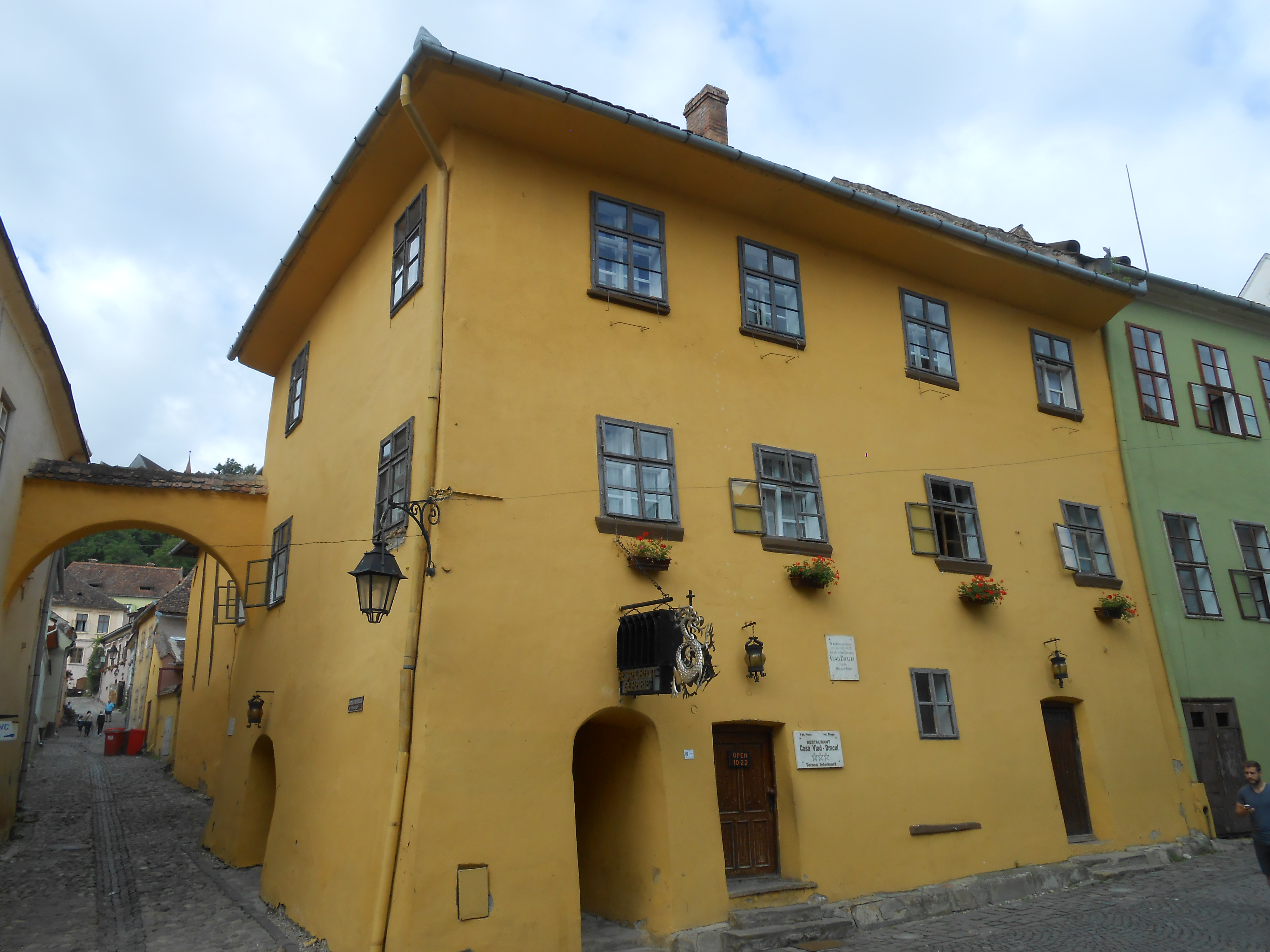
Draculahaus, angeblicher Geburtsort von Vlad III. Drăculea

Das „Historische Zentrum“, die sogenannte Burg, ist als UNESCO-Weltkulturerbe aufgeführt und stellt mit seinen Gebäuden eine bedeutende Sehenswürdigkeit dar.
- Der Stundturm (Piața Muzeului 1) ist das Wahrzeichen Sighisoaras. Er wurde in der zweiten Hälfte des 14. Jahrhunderts als Verteidigungsanlage des Haupttors der Burg und als Ratssitz (bis Ende 1656) errichtet. Sein heutiges Aussehen erhielt der Stundturm Ende des 17. Jahrhunderts, als am 30. April 1676 ein verheerender Stadtbrand, von der Unterstadt kommend, auch auf den Turm übergriff. Der Stundturm hat mit Wetterhahn eine Gesamthöhe von etwa 64 Metern. Die Mauerstärke beträgt 2,4 Meter im Erdgeschoss, die Höhe des Mauerwerks beträgt 39,5 Meter (seit 1804), der Turm enthält fünf Stockwerke. Im obersten Stockwerk ist der Turm von einer offenen Holzgalerie umgeben, die auch zur Brandwache und als Ausguck auf das Umfeld der Stadt diente. An Fest- und Feiertagen lassen sich dort die Stadtmusikanten hören. Seit 1898 ist im Stundturm das Museum der Zünfte eingerichtet. Der ursprünglich als Torturm der Stadtbefestigungen konzipierte Turm verbindet die Unter- und Oberstadt. Die verwinkelten Gassen sind ein beliebtes Bildmotiv für Touristen und Maler. Als Zeichen der Blutgerichtsbarkeit, welche die Stadt einst besaß, trägt das Obergeschoss seitlich vier Türmchen, je eines an jedem Turmdacheck. Eine weitere Besonderheit ist das Uhrwerk im vierten Stockwerk, es ist mechanisch mit einem Figurenspiel gekoppelt, das den Stunden- und Tageswechsel begleitet und als einzigartig in Rumänien gilt.[13]
- Von den vierzehn Türmen der Stadtbefestigungen sind noch mehrere, welche die Namen der Zünfte tragen, die sie einst erbauten und verteidigten (u. a. Schneiderturm, Zinngießerturm), und eine fast komplette Ringmauer um die Oberstadt erhalten.
- Das Josef-Haltrich-Lyzeum, ein Gymnasium der deutschen Minderheit, liegt auf dem Schulberg unterhalb der Bergkirche. Ein hölzerner überdachter Treppenaufgang (Schülertreppe) mit über hundert Stufen führt von den Altstadtgassen hinauf.
- Die Schäßburger Bergkirche wurde mit Mitteln der Messerschmitt Stiftung von Grund auf renoviert. Ausgestellt sind dort mehrere Altäre aufgelassener sächsischer Gemeinden aus dem Kirchenbezirk Schäßburg sowie eine größere Sammlung alter Stollentruhen aus dem 16. Jahrhundert, die aus der Kirchenburg in Henndorf stammen. Der dahinterliegende deutsche Friedhof mit seinen Gruften und schön gearbeiteten Grabsteinen ist ebenfalls sehenswert (insbesondere die von Sternheim-Gruft mit den Inschriften). Die Kirche verfügt über eine Krypta. Diese ist zugänglich und gehört neben der Krypta unter der Marienkapelle der Mediascher Margarethenkirche zu den beiden einzigen historischen Krypten in einer evangelischen Kirche.
- An Profanbauten sind das Haus mit dem Hirschgeweih und das Venezianische Haus zu nennen. Das Haus mit dem Hirschgeweih war jahrhundertelang der Wohnsitz der Patrizierfamilien Wenrich und Bacon, bis der rumänische Staat sie 1950 enteigneten. Im Jahre 2000 hat der Stadtrat von Schäßburg, trotz des fristgerechten Antrags auf Rückerstattung seitens der rechtmäßigen Erben, das Haus mit dem Hirschgeweih widerrechtlich an die Münchner Messerschmitt Stiftung verkauft, welche es bereits 1996 „in ihre Obhut“ genommen hatte, um es unter dem Vorwand einer kulturellen Einrichtung in ein lukratives Hotel umzubauen. Das Haus mit dem Hirschgeweih ist ein aufwendig saniertes mittelalterliches Händlerhaus am Marktplatz, neben dem auch die Klosterkirche und das Venezianische Haus stehen. Letzteres hat den Namen von seinen gotischen Spitzbogenfenstern.
- Die Klosterkirche, die heutige evangelische Stadtpfarrkirche, wurde 1492 bis 1515 erbaut. Maßwerkfenster befinden sich im Chor und im Schiff. Der Barockaltar (1681) und die Barockorgel sind Werke des Schäßburger Meisters Johannes Fest und des Hermannstädter Malers Jeremias Stranovius, desgleichen die Brüstung und der Schalldeckel der Barockkanzel. In der Kirche befinden sich ein Chorgestühl, ein bronzenes Taufbecken in Kelchform aus dem Jahre 1411, Wandmalereien und 35 orientalische Teppiche aus dem 16. und 17. Jahrhundert.
- Das Naturschutzgebiet Breite mit seinen mehrere hundert Jahre alten Eichen ist eine alte Hutweide. Dort sollte der Dracula-Vergnügungspark entstehen, was verhindert wurde.
- Die literarische Gestalt „Dracula“ von Bram Stoker wird mit Schäßburg in Verbindung gebracht, Vlad Țepeș (Vlad III. Drăculea, der Pfähler), Sohn des Vlad II. Dracul (der Drache), wurde möglicherweise dort geboren. Zwischen 1431 und 1436 soll er in der Stadt gewohnt haben. Die Planung eines „Dracula“-Freizeitparks in den Jahren 2001/03 stieß sowohl bei der einheimischen Bevölkerung als auch unter den – heute überwiegend in Deutschland lebenden – Siebenbürger Sachsen aus der Region auf heftige Kritik.[14] Der Schäßburger Schriftsteller Dieter Schlesak hat einen Roman über Dracula und Vlad den Pfähler veröffentlicht.

## Ereignisse

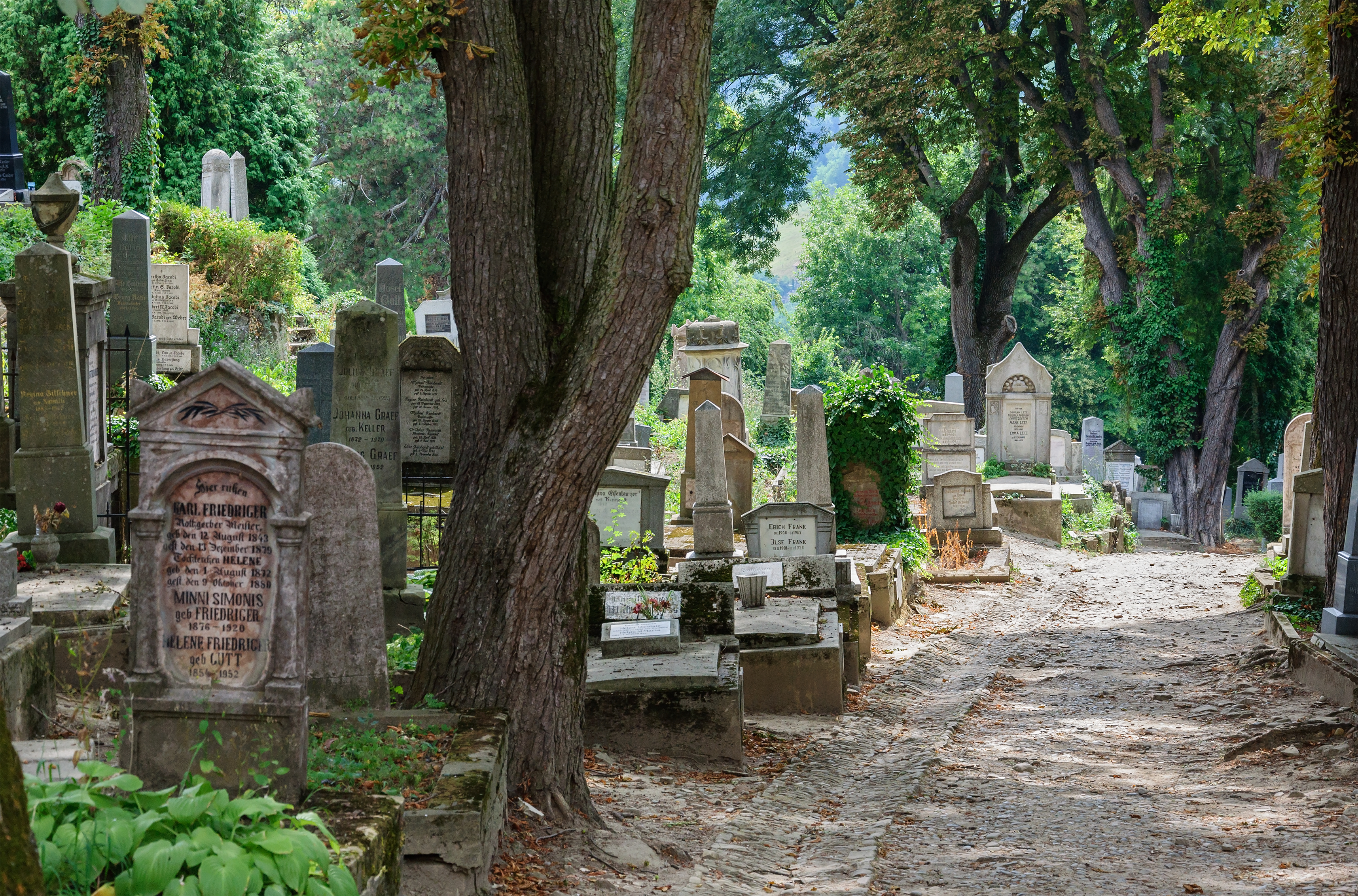
Deutscher Friedhof auf dem Schulberg

- Deutsche Kulturtage Schäßburg, veranstaltet vom Demokratischen Forum Schäßburg (Mai/Juni)[15].
- Das jährlich stattfindende Mittelalter-Musikfestival (Juli).
- Das interkulturelle Festival ProEtnica, an dem alle ethnischen Gemeinschaften Rumäniens teilnehmen (zweite Augusthälfte).[16]
- Das „Akademische Musikfestival“ (Festivalul de muzica academica, August)
- gradOST: Workshop für nachhaltige Stadtplanung (Herbst 2007, Frühjahr 2008)
- Blasmusikfestival (Anfang September)[17]

## Verkehr
Die Stadt liegt an der Europastraße 60. Sie ist dort zugleich die rumänische Nationalstraße Drum național 13, die Brașov (Kronstadt) mit Târgu Mureș (Neumarkt am Mieresch) verbindet. Auch die geplante Transsilvanien-Autobahn (Autostrada Transilvania bzw. „Bechtel-Autobahn“) wird Sighișoara tangieren.
Mit einem Bahnhof an der Bahnstrecke Teiuș–Brașov ist Sighișoara auch an das internationale Schienennetz angeschlossen. Die Schmalspurlinie „Wusch“ über Agnita (Agnetheln) nach Sibiu (Hermannstadt) wurde von den Rumänischen Staatsbahnen (CFR) etappenweise stillgelegt.
Per Flugzeug kann man Sighișoara über die internationalen Flughäfen in Sibiu und Târgu Mureș erreichen.

## Persönlichkeiten

### Geboren in Sighișoara
- Johann Michael Ackner (1782–1862), Archäologe und Naturforscher
- Johann Georg Wenrich (1787–1847), evangelischer Theologe und Hochschullehrer
- Carl Ludwig Sigmund von Ilanor (1810–1883), siebenbürgisch-österreichischer Hautarzt, weltweit erster Professor für Syphilis[18]
- Georg Daniel Teutsch (1817–1893), Theologe, Bischof und Historiker
- Friedrich Müller der Ältere (1828–1915), evangelischer Bischof und Historiker
- Carl Wolff (1849–1929), Volkswirtschaftler, Journalist und Politiker
- Friedrich Teutsch (1852–1933), evangelischer Theologe, Bischof der Siebenbürger Sachsen
- Marie Stritt (1855–1928), Urnengrab in Schäßburg, deutsche Frauenrechtlerin
- Friedrich Grünanger (1856–1929), Architekt
- Betty Schuller (1860–1904), Malerin
- Regine Ziegler (* 30. August 1864; † 17. April 1925 in Kronstadt), Schriftstellerin[19]
- Karl Ziegler (1866–1945), Maler
- Fritz Balthes (1882–1914 vermisst), siebenbürgisch-sächsischer Architekt
- Hans Leicht (1886–1937), Jurist, Politiker, Dichter und Übersetzer
- Hans Otto Roth (1890–1953), Politiker und Jurist, Landeskirchenkurator
- Vilmos Apor (1892–1945), Bischof der Diözese Győr und Seliger der katholischen Kirche
- Helmut Wolff (1897–1971), Zahnarzt, deutsch-sächsischer Volksratspräsident, Mitglied der „Volksgruppenführung“ in Rumänien
- Karl Hübner (1902–1981), Maler, Graphiker
- Hilde von Stolz (1903–1973), Schauspielerin
- Albert Klein (1910–1990), Gymnasiallehrer, Pfarrer in Siebenbürgen, Bischof der Evangelischen Kirche Augsburgischen Bekenntnisses in Rumänien („Sachsenbischof“)
- Paul Günther Klein (1919–1998), Mediziner, Mikrobiologe, Immunologie und Hochschullehrer
- Ursula Bedners (* 14. Mai 1920; † 12. November 2005 in Schäßburg), Lyrikerin und Prosaschriftstellerin[20]
- Teodor Marinescu (* 1922), Politiker und Diplomat
- Erna Roth-Oberth (1922–2012), siebenbürgisch-deutsche Juristin, Gründerin des Hermann-Oberth-Raumfahrt-Museums
- Ștefan Balint (1926–1976), Fußballspieler
- Hermann Pitters (1932–2023), Kirchenhistoriker
- Dieter Schlesak (1934–2019), Schriftsteller, Autor, Übersetzer und Mitglied des Deutschen P.E.N.-Zentrums und Redakteur der Bukarester Zeitschrift Neue Literatur
- Richard Winter (1934–1994), Parteisekretär des Kreiskomitees in Hermannstadt, Mitglied im Exekutivkomitee der Rumänischen Kommunistischen Partei (RKP), stellvertretender Vorsitzender des Rats der Werktätigen deutscher Nationalität, Mitglied des Zentralkomitee-Vollzugsausschusses
- Klaus Knall (* 1936), Dirigent und Kantor
- Adrian Ivanițchi (* 15. September 1947), Musiker[21]
- Anca Petrescu (1949–2013), Architektin und Politikerin
- Michael Tausch (* 1949), Chemiker und Hochschullehrer
- Radu Voina (* 1950), Handballspieler, Trainer der Rumänischen Nationalmannschaft
- Harald Roth (* 1965), Osteuropahistoriker
- Anne Fabini (* 1969), Filmeditorin
- Gabriel Mureșan (* 1982), Fußballspieler
- Ralph Gunesch (* 1983), deutscher Fußballkommentator, Fußballtrainer und ehemaliger Fußball-Bundesligaspieler in Deutschland (FC St. Pauli)

### Gestorben in Sighișoara
- Martin Eisenburger († 1640) Bürgermeister von Schäßburg
- Johann Baumgarten (* 1765 in Luckau/Niederlausitz, † 1843), Botaniker
- Josef Bacon (* 1857; † 1941), Arzt und Politiker, Gründer des Heimatmuseums
- Georgius Krauss (* 1607; † 1679), geboren in Hermannstadt, war Notar und Geschichtsschreiber.[22]
- Sándor Petőfi (* 1. Januar 1823 in Kiskőrös; † 31. Juli 1849 bei Schäßburg), ungarischer Nationaldichter
- Constantin von Tuschinski (* 1905 in Czernowitz; † 1984), Staatsanwalt, Anwalt und Autor

### Personen mit der Stadt verbunden
- Hermann Oberth (1894–1989), Physiker und Raumfahrtpionier. In Schäßburg aufgewachsen, gilt er als bedeutendster Sohn der Stadt.
- Friedrich Walbaum (1864–1931), Bürgermeister (ab 1897) und Ehrenbürger (1910)

## Partnerstädte
- Baden AG, Schweiz (seit 1991)
- Blois, Frankreich
- Città di Castello, Italien
- Dinkelsbühl, Deutschland (seit September 2006)
- Kiskunfélegyháza, Ungarn